# 福爾摩沙衛星五號
福爾摩沙衛星五號（英語：FORMOSAT-5，縮寫為FS-5，簡稱福衛五號或福五）是中華民國的太陽同步軌道衛星，為首個由台灣自主研發的光學遙測衛星及第四個自主擁有的人造衛星；屬於中華民國國家太空中心第二期太空科技發展長程計畫的「遙測衛星計畫」中，繼福衛四號之後的第二個衛星計畫。任務著重於衛星本體及光學遙測與科學酬載自主能力的建立，並接替於2016年除役的福衛二號任務。福衛五號是一顆僅作為商業性用途的衛星，其拍攝照片不用於軍事。

## 任務歷史

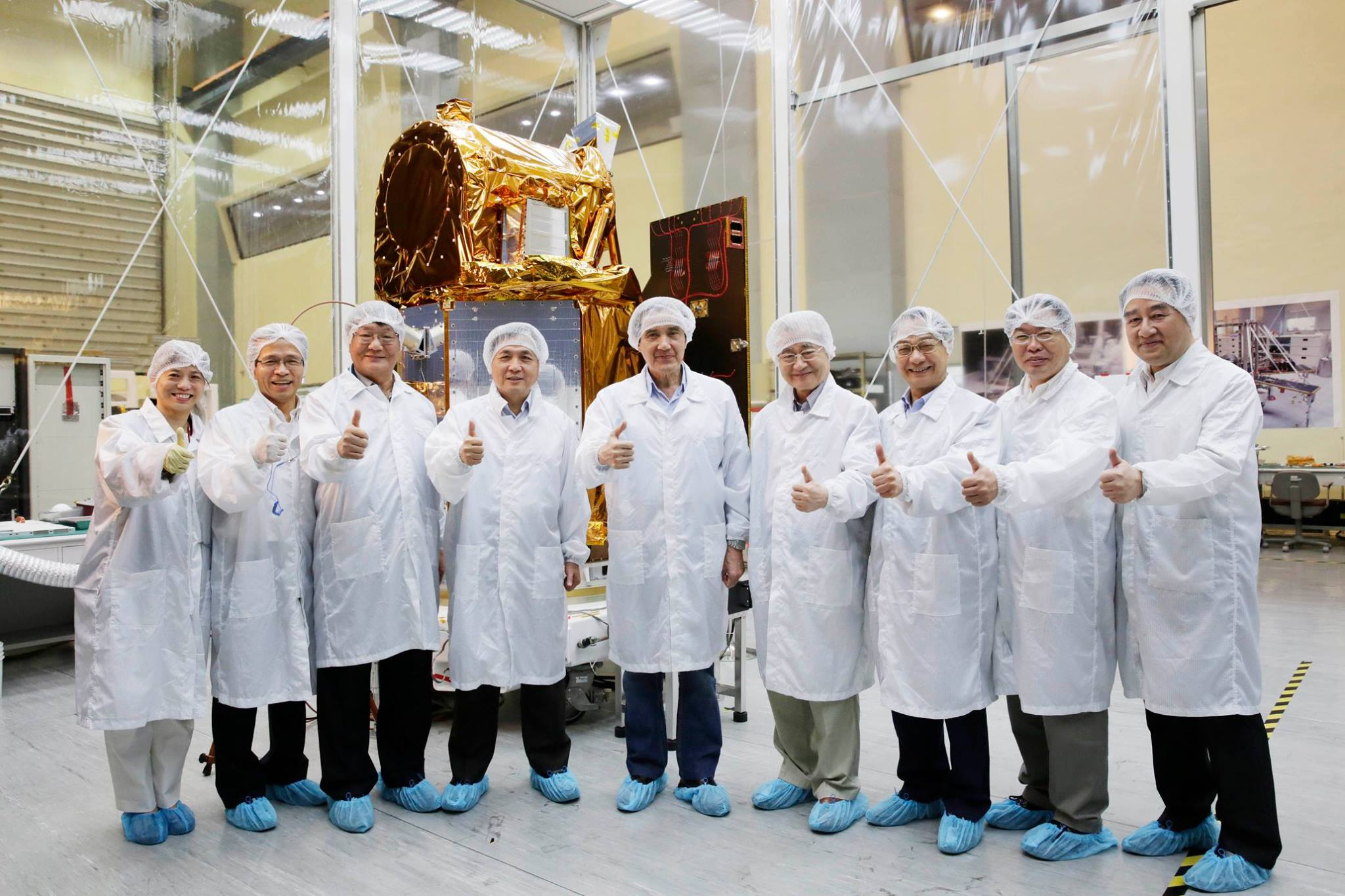
國家太空中心衛星整測廠房內部，合照者後方為福爾摩沙衛星五號

福衛五號是國家太空中心「第二期國家太空科技發展長程計畫」的第二項計畫。該期計畫於2002年經審議通過，並研議在2004年至2018年共15年裡，延續此前議定執行15年（1991至2006年）的第一期計畫。原先在福衛五號之前有預定2008年發射升空的福衛四號計畫，由於後來因故終止，而將其目標納入現有的福衛五號之中。
- 2009年3月10日 － 3月12日，完成衛星本體設計總檢視。
- 2009年7月31日，完成系統設計後續審查（Delta-SDR）。
- 2009年11月30日 － 12月1日，完成衛星本體設計總檢視。
- 2010年1月11日 － 1月29日，完成福衛五號衛星計畫舉辦衛星本體初步設計審查（PDR）前之技術稽查。
- 2010年2月2日，遙測酬載國內自製、太空計畫展翅再飛 。
- 2010年3月18日 － 3月19日，完成衛星本體設計審查。

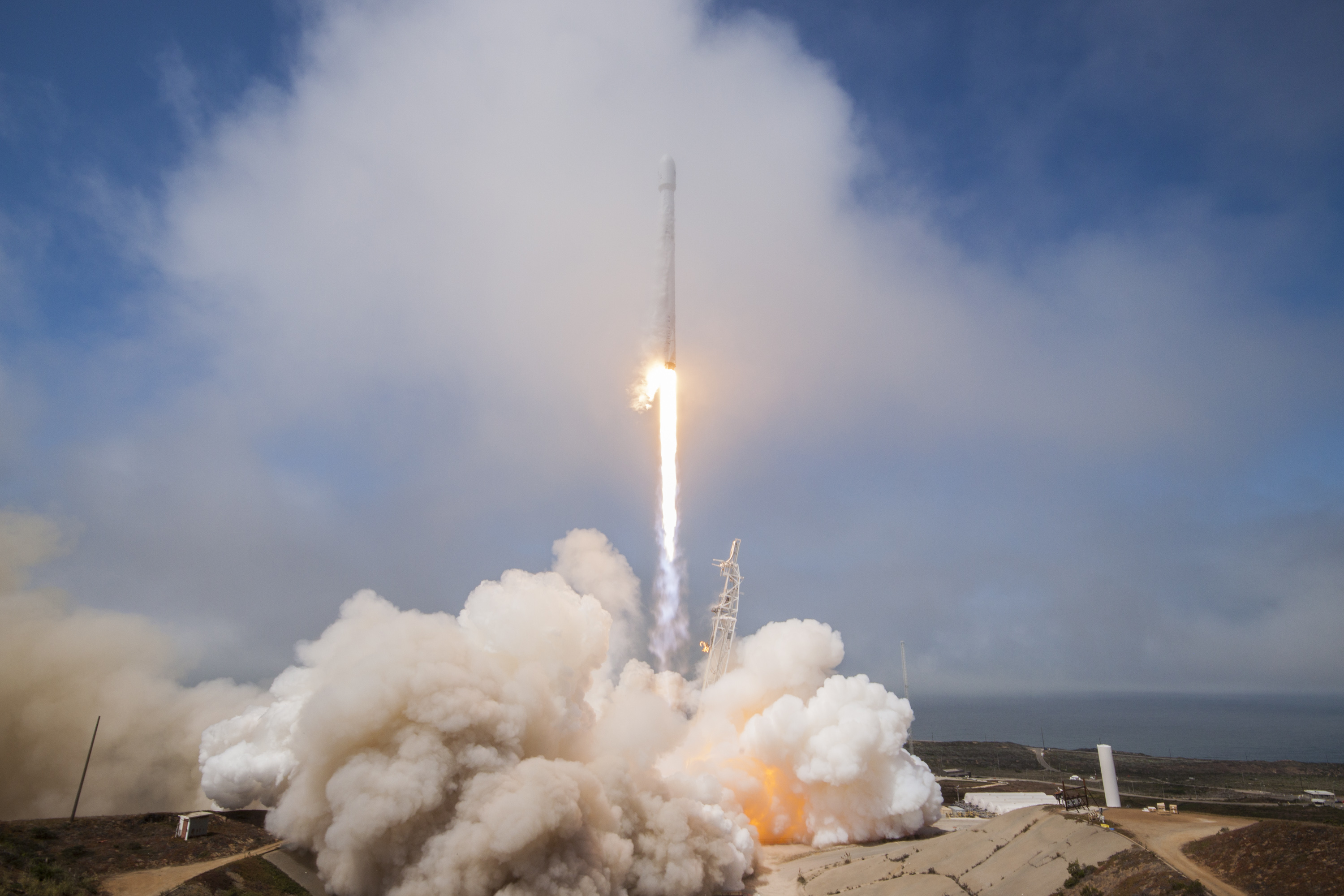
搭載福衛五號的獵鷹9號FT型運載火箭發射

福衛五號的發射作業係委由美國的SpaceX公司發射。2010年4月，國家太空中心與SpaceX簽訂委託發射的合約。最初福衛五號預定以獵鷹1e號運載火箭（獵鷹1號運載火箭的升級型號）搭載，且最快於2013年12月從SpaceX位於赤道太平洋附近的歐姆雷克島基地發射升空。當時雙方議定若衛星完工時獵鷹1號火箭不再提供服務，可使用其他載具發射但SpaceX不能收取額外費用。衛星於2015年完工時獵鷹1號已經退役，因此依合約改以最大載運量為獵鷹1號逾30倍的獵鷹9號運載火箭FT型（Falcon 9 Full Thrust）進行發射作業，因此福衛五號也成為獵鷹9號火箭所發射的最輕的單一酬載。。
- 2016年，發射作業經多番延遲，最後安排於2016年第四季升空。唯該載具於9月發射AMOS-6衛星時發生氦氣洩露爆炸[9]，所有獵鷹 9 號發射排程已無限期延後。但國家太空中心已表明不會考慮更換另外一家公司來發射火箭[10]。
- 2017年6月下旬，國家太空中心宣布將委託美國SpaceX研發的Falcon9（獵鷹 9 號運載火箭）於8月25日發射[11]。
- 2017年7月19日，衛星於深夜11時50分由華航貨機載往美國加州范登堡空軍基地進行升空前最後的準備。
- 2017年8月25日，衛星於台灣時間凌晨2時51分，從美國加州范登堡空軍基地發射升空，在第676秒時升空723公里，衛星與火箭脫離，完成升空。同日凌晨4時13分，福衛五號與國家太空中心在斯瓦巴的海外站達成首次通聯。上午9時35分，福衛五號首次通過台灣上空，並於11時10分與台灣中壢和台南的地面站通聯[12]。
- 2017年9月7日，衛星傳回的首批遙測影像的照片模糊不清，國家太空中心試圖找出原因改善。[13]
- 2017年11月，太空中心稱已經改善模糊問題，並偵照水準已達商業用途。[14]
- 2018年2月23日，福衛五號團隊將歷時3個月完成台灣全島太空空照圖，呈送總統府內狀況室。[15]
- 2018年9月20日，國研院太空中心宣布，福衛五號影像同日起可供商業使用（解析度將達黑白2公尺、彩色4公尺的品質）。[16]
- 2018年10月23日，太空中心同日表示，其影像自動化處理，預計11月底自動化升級可完成作業，推論應可改善影像雜訊約20%。[17]

## 基本資料
- 重量：475公斤
- 形狀尺寸：八角柱形，高 2.8公尺，外徑約1.6公尺 。
- 軌道：高度720公里，太陽同步軌道。
- 繞行地球南北向走，一週時間：約99分鐘（每兩天通過臺灣一次）[18]。
- 光學遙測酬載：包含光學照像儀、CMOS 影像感測器及相關電子元件。主鏡直徑 45 公分[19]。
- 遙測對地解析度：黑白影像2公尺，彩色影像4公尺（原訂目標值） 。
- 影像拍攝刈幅 ≧24km ；側視角範圍±45°。
- 科學酬載：先進電離層探針（Advanced Ionospheric Probe, AIP），可現地量測電離層電漿密度、速度、溫度、與環境背景磁場等物理量，觀測資料除了監測電離層F層上層電漿之季節變化和全球分佈，亦可應用於太空天氣和地震前兆異常等相關研究。
- 總造價約新台幣56.59億元，6年研發週期[20]。

## 主要任務
將著重於臺灣衛星相關能力的建立，並自行研發關鍵技術，且與台灣相關學術及業界合作發展重要飛行元件，延續服務福爾摩沙衛星二號國內外使用者族群。

## 外部連結
- 福衛五號計畫介紹
- 福衛五號說明影片 （页面存档备份，存于）
- 福衛五號發射過程影片 （页面存档备份，存于）
- 多媒體藝廊│福衛五號影像精選